# Rulon Gardner
Rulon Gardner (* 16. August 1971 in Afton, Wyoming) ist ein ehemaliger US-amerikanischer Ringer und Olympiasieger 2000 im Schwergewicht im griechisch-römischen Stil.

## Werdegang
Rulon Gardner wuchs als jüngstes von neun Kindern als Sohn eines Farmers in Afton auf. Bereits im Alter von sechs Jahren begann er, animiert von seinem älteren Bruder Reynold, in einem Förderprogramm der Stan Valley High School in Afton, die er später auch besuchte, mit dem Ringen. Nach der High School besuchte er die University of Nebraska und schloss sein Studium als Sportlehrer ab.
An der High School betrieb er neben dem Ringen auch Leichtathletik und American Football, konzentrierte sich aber dann ganz auf das Ringen. 1989 wurde er Meister des Staates Wyoming im Schwergewicht im griech.-röm. Stil und folgte damit seinem Bruder Reynold nach, der diesen Titel ein Jahr zuvor gewonnen hatte. Rulon entwickelte sich mit dem Trainer Anatoli Petrosjan kontinuierlich weiter und wurde 1994 vom US-amerikanischen Ringerverband zu den Panamerikanischen Meisterschaften nach Mexiko-Stadt entsandt, wo er den Titel im Schwergewicht vor dem Kubaner Juan M. Cruz Paquis gewann. Das war sein erster Start bei einer internationalen Meisterschaft.
1995 wurde Rulon erstmals US-amerikanischer Schwergewichtsmeister im griech.-röm. Stil und wiederholte diesen Titelgewinn 1997 und 2001. Vor den Olympischen Spielen 2000 in Sydney, bei der er Ringergeschichte schreiben sollte, nahm Rulon nur im Jahre 1997 an einer Weltmeisterschaft teil. In Breslau belegte er dabei einen guten 5. Platz. Im Poolfinale unterlag er unter anderem dem Russen Alexander Karelin mit 0:5 Punkten. 1998 übernahm der ehemalige Weltklasseringer Steve Fraser bei den „Sunkist Kids“, einem Ringerverein in Phoenix, zu dem Rulon gewechselt war, sein Training und brachte ihn weiter voran.
Nach einem weiteren Sieg bei den Panamerikanischen Meisterschaften 1998 in Winnipeg, startete Rulon bei den Olympischen Spielen in Sydney. Als hoher Favorit in der Schwergewichtsklasse galt Alexander Karelin, der über zehn Jahre ungeschlagen und dreifacher Olympiasieger und neunfacher Weltmeister war. Rulon Gardner war in hervorragender Form und kämpfte sich souverän bis in das Finale durch. Dort traf er erwartungsgemäß auf Alexander Karelin. Rulon war vom US-amerikanischen Nationaltrainer Dan Chandler hervorragend auf Karelin eingestellt worden, griff diesen pausenlos an und gab diesem so keine Chance seine gefürchteten Griffe anzusetzen. Zusätzlich war im Vorfeld dieses Wettkampf eine Regel etabliert worden, nach welcher beide Ringer, sollte nach Ablauf der Zeit kein Vorsprung erzielt worden sein, in die Over-Under-Position gebracht werden sollen. Derjenige, der in jener Position zu erst den Griff verlor, wurde mit einem Punkt bestraft. Karelin ließ hierbei seinen Griff zuerst los, sodass Rulon Gardener einen Punkt bekam. Hierdruch entstand der sensationelle 1:0-Punktsieg von Rulon Gardner, der damit Olympiasieger wurde. Auch heute noch gilt der Sieg durch die kurzfristige Etablierung der Regel als stark umstritten.
Dass dieser Sieg kein Zufall war, bewies Rulon ein Jahr später bei der Weltmeisterschaft 2001 in Patras/Griechenland, wo er seine Siegesserie fortsetzte. Er besiegte dort zwei starke Ringer aus den Nachfolgestaaten der Sowjetunion, einen israelischen, ebenfalls aus der Sowjetunion stammenden Ringer und den Ungarn Mihály Deák Bárdos und den Bulgaren Sergej Mureiko. Aus diesem Grund ist eigentlich dieser Weltmeistertitel sportlich gesehen mehr wert, als der Olympiasieg vom Jahr 2000, wo er mit Ausnahme von Karelin viel leichtere Gegner hatte.
Im Jahr 2002 erlitt Rulon Gardner einen schweren Unfall, als er mit einem Motorschlitten auf einem See in Wyoming einbrach und so schwere Erfrierungen erlitt, dass ihm eine Zehe am rechten Fuß amputiert werden musste. Trotzdem nahm er 2003 das Ringertraining wieder auf und startete bei den Pan American Championships in Santo Domingo, wo er mit Trainingsrückstand Vizemeister wurde und bei der Weltmeisterschaft 2003 in Créteil/Frankreich, wo er aber nach zwei Siegen an dem 21-jährigen russischen Newcomer Chassan Barojew scheiterte und so nur auf den 10. Platz kam.
Im Jahre 2004 qualifizierte sich Rulon noch einmal für die Olympischen Spiele in Athen. Er gewann dort vier Kämpfe, scheiterte aber im Halbfinale an dem Kasachen Georgi Tsurtsumia mit 3:1 Punkten, erkämpfte sich aber durch einen Sieg über den Iraner Sajad Barzi die Bronzemedaille.
Danach trat Rulon Gardner vom aktiven Ringkampfsport zurück. Er nahm eine Tätigkeit als „Motivational Speaker“ auf und hält dabei vor Jugendlichen, Geschäftsleuten u. a. Personengruppen Vorträge darüber, dass man immer an sich glauben und niemals aufgeben sollte. Diese Vorträge kann er seit dem letzten Februar-Wochenende 2007 noch mit einem weiteren Beispiel aus seinem persönlichen Schicksal anreichern, denn an diesem Wochenende stürzte er zusammen mit zwei Freunden mit einem Klein-Flugzeug in den Lake Powell, einen der größten Seen der USA und erreichte das Ufer nach einstündigem Schwimmen im nur sieben Grad kaltem Wasser stark unterkühlt, aber lebend.

## Wettkampfbilanz (Übersicht)
| Jahr | Turnier                          | Ort              | Platz | Stilart            | Gewichtsklasse     |
| ---- | -------------------------------- | ---------------- | ----- | ------------------ | ------------------ |
| 1994 | Panamerikanische Meisterschaften | Mexiko-Stadt     | 1     | griechisch-römisch | Superschwergewicht |
| 1996 | Weltcup                          | Colorado Springs | 1     | griechisch-römisch | Superschwergewicht |
| 1997 | Panamerikanische Spiele          | San Juan         | 2     | griechisch-römisch | Superschwergewicht |
| 1997 | Weltmeisterschaften              | Breslau          | 5     | griechisch-römisch | Superschwergewicht |
| 1998 | FILA Turnier                     | Colorado Springs | 1     | griechisch-römisch | Superschwergewicht |
| 1998 | FILA Turnier                     | Faenza           | 3     | griechisch-römisch | Superschwergewicht |
| 1998 | Panamerikanische Meisterschaften | Winnipeg         | 1     | griechisch-römisch | Superschwergewicht |
| 2000 | Panamerikanische Meisterschaften | Cali             | 1     | griechisch-römisch | Superschwergewicht |
| 2000 | Olympische Sommerspiele          | Sydney           | 1     | griechisch-römisch | Superschwergewicht |
| 2001 | Weltmeisterschaften              | Patras           | 1     | griechisch-römisch | Superschwergewicht |
| 2003 | Panamerikanische Spiele          | Santo Domingo    | 2     | griechisch-römisch | Superschwergewicht |
| 2003 | Weltmeisterschaften              | Créteil          | 10    | griechisch-römisch | Superschwergewicht |
| 2004 | Olympische Sommerspiele          | Athen            | 3     | griechisch-römisch | Superschwergewicht |

## Internationale Erfolge
(OS = Olympische Spiele, WM = Weltmeisterschaft, GR = griech.-röm. Stil, F = Freistil, S = Schwergewicht, bis 2001 bis 130 kg, ab 2002 bis 120 kg Körpergewicht)
- 1994, 1. Platz, Pan American Championships in Mexiko-Stadt, F, S, vor Juan M. Cruz Paquis, Kuba u. Alfredo Far, Panama;
- 1996, 1. Platz, World-Cup in Colorado Springs, GR, S, vor Héctor Milián, Kuba u. Alexej Kolesnikow, Russland;
- 1997, 2. Platz, Pan American Championships in San Juan, GR, S, hinter Hector Milian u. vor Rafael Barrero Martinez, Venezuela;
- 1997, 5. Platz, WM in Breslau, GR, S, hinter Alexander Karelin, Russland, Mihály Deák Bárdos, Ungarn, Hector Milian  u. Sergej Mureiko, Bulgarien u. vor Petro Kotok, Ukraine;
- 1998, 1. Platz, Pan American Championships in Winnipeg, GR, S, vor Hector Milian u. Gogi Johl, Kanada;
- 1998, 1. Platz, FILA-Turnier in Colorado Springs, GR, S, vor Andrzej Wroński, Polen u. Corej Farkas, USA;
- 1998, 3. Platz, FILA-Turnier in Faenza/Italien, GR, S, hinter Hector Milian u. Alexander Neumüller, Österreich u. gemeinsam mit Dirk Zimmermann, BRD und vor Eddy Bengtsson, Schweden;
- 2000, 1. Platz, Pan American Championships in Cali/Kolumbien, GR, S, vor Hector Milian u. Rafael Barrero Martinez;
- 2000, Goldmedaille, OS in Sydney, GR, S, mit Siegen über Omrane Ayari, Tunesien, Haykaz Galstjan, Armenien, Giuseppe Giunta, Italien, Juri Jewtschenko, Israel und Alexander Karelin, Russland;
- 2001, 1. Platz, WM in Patras/Griechenland, GR, S, mit Siegen über Juri Jewtschenko, Heorhij Soldadse, Ukraine, Juri Patrekejew, Russland, Sergej Mureiko, Bulgarien und Mihaly Deak Bardos, Ungarn;
- 2003, 2. Platz, Pan American Games in Santo Domingo, GR, S, hinter Mijaim Lopez Nunez, Kuba und vor Rafael Barrero Martinez;
- 2003, 10. Platz, WM in Créteil/Frankreich, GR, S, mit Siegen über Eddy Bengtsson u. Juri Jewtschenko u. einer Niederlage gegen Chassan Barojew, Russland;
- 2004, Bronzemedaille, OS in Athen, GR, S, mit Siegen über Mindaugas Mizgaitis, Litauen, Sergej Mureiko, Marek Makulski, Polen u. Sajad Barzi, Iran u. einer Niederlage gegen Georgi Tsurtsumia, Kasachstan